# Pantoprazolo
Il pantoprazolo è uno degli inibitori della pompa protonica, prodotto dalle case farmaceutiche Abbott, Almirall, Takeda Italia, Sanofi e Angelini e venduto rispettivamente con il brand Pantecta, Pantopan, Pantorc, Buscopan Reflusso e Pireflux.
Dal 2010 è il primo inibitore della pompa protonica a diventare disponibile come farmaco da banco, ovvero acquistabile come automedicazione senza ricetta medica.

## Indicazioni
Viene utilizzato contro l'ulcera gastrica e duodenale, malattie del reflusso gastroesofageo e la sindrome di Zollinger-Ellison.
Nonostante alcune differenze a livello di farmacocinetica, tutte le diverse molecole degli IPP non sembrano avere profili di efficacia clinica significativamente diversi tra loro, anche nei protocolli per l'eradicazione dell'Helicobacter pylori; in ambito di sanità pubblica e farmacoeconomia, la scelta tra i diversi IPP dovrebbe quindi tenere conto anche del rapporto costi/benefici, orientandola in direzione delle molecole più economiche a parità di efficacia (come il lansoprazolo).

## Controindicazioni
Uno studio condotto su larga scala e pubblicato nel 2016 ha dimostrato che l'assunzione prolungata di inibitori di pompa protonica negli anziani aumenta il rischio di sviluppare progressivamente la demenza.
L’assunzione prolungata di IPP può essere associato anche ad un'alterazione del livello di cromogranina A (CgA) che in sede di analisi viene utilizzata come marcatore dei tumori neuroendocrini. I livelli di cromogranina A ritornano normali dopo 14 giorni dall'interruzione del trattamento.

## Dosaggi
- Ulcera gastrica: 40 mg al giorno per 4 settimane
- Malattia da reflusso gastroesofageo: 20–40 mg al giorno per 4 settimane
- Ulcera duodenale: 40 mg al giorno per 2 settimane
- Sindrome di Zollinger-Ellison: 80 mg al giorno; poi la dose viene modificata in base alla risposta della persona al farmaco

## Farmacodinamica
Gli inibitori della pompa protonica (come ad esempio anche l'omeprazolo) servono a inibire la secrezione degli acidi gastrici, prodotti in maniera anomala dall'individuo, bloccando il sistema enzimatico idrogeno-potassio adenosintrifosfatasi.
Si consiglia di somministrare il pantoprazolo alla mattina, prima o durante la colazione, in quanto l'inibizione della secrezione acida è maggiore la mattina piuttosto che la sera.

## Effetti indesiderati
Tra gli effetti collaterali più comuni si annoverano quelli correlati al sistema gastrointestinale: dolore addominale, diarrea, nausea, vomito, secchezza delle fauci. Il più diffuso è la diarrea che si manifesta nel 4% circa dei soggetti. Dopo gli effetti gastrointestinali i più frequenti sono quelli legati al sistema nervoso centrale, come vertigine, cefalea, sonnolenza, astenia e nervosismo; tra questi il più comune è la cefalea che affligge l'1,4% dei pazienti. Con incidenza minore si possono manifestare effetti dermatologici (prurito e rash cutanei).